# My Roommate Is a Cat
My Roommate Is a Cat (同居人はひざ、時々、頭のうえ。?, Dōkyonin wa hiza, tokidoki, atama no ue., lett. "Il mio coinquilino a volte siede sul mio grembo, a volte sulla mia testa.") è un manga scritto da Minatsuki e disegnato da Asu Futatsuya, serializzato dalla Flex Comix sulla rivista Comic Polaris, a partire dal 4 giugno 2015.

## Trama
Subaru Mikazuki è, per sua stessa ammissione, «uno scrittore di gialli eccentrico e misantropo», che da poco ha preso a vivere con sé una piccola gattina. La relazione con la gattina, che poi chiama Haru, lo aiuta a iniziare a relazionarsi con le persone e a superare il trauma della morte dei suoi genitori, avvenuta in seguito a un incidente stradale. Nel prendersi cura di Haru, Mikazuki è aiutato da Atsushi Kawase, suo coetaneo e curatore editoriale dei suoi romanzi, dall'amico d'infanzia Hiroto Yasaka e da Nana Ōkami, commessa in un negozio per animali con un profondo amore per i gatti. Nel frattempo, anche Haru inizia a comprendere cosa significhi realmente avere una famiglia, e si affeziona profondamente a Mikazuki; scopre inoltre che uno dei gatti che vivono con Nana è Hachi, suo fratello minore, che temeva di avere perso per sempre.

## Media

### Manga
Nell'edizione italiana del manga, i capitoli sono definiti step; ogni capitolo è inoltre narrato da due punti di vista differenti, intitolati rispettivamente La versione di Subaru e La versione di Haru.
| 1 | 15 ottobre 2015 | ISBN 978-4-86675-963-0                                                                | 22 novembre 2019 | ISBN 978-8-86169-693-8 |
| 1 | Capitoli - 1. Incontro con l'ignoto - 2. Ti chiamo per nome - 3. Ti accarezzo - 4. Cose invisibili                                                                      |                                                                                       |                  |                        |
| 2 | 15 giugno 2016 | ISBN 978-4-86675-972-2                                                                | 7 febbraio 2020  | ISBN 978-8-86169-696-9 |
| 2 | Capitoli - 5. Un posto in cui tornare - 6. Ti penso - 6.5 Raccolta di extra - 7. Per te - 8. Sentimenti reciproci - S. Extra                                            |                                                                                       |                  |                        |
| 3 | 15 febbraio 2017 | ISBN 978-4-86675-981-4 (edizione regolare) ISBN 978-4-593-88139-0 (edizione limitata) | 27 marzo 2020    | ISBN 978-8-86169-714-0 |
| 3 | Capitoli - 9. Quello che voglio dirti - 10. Ciò che ci unisce - 11. Perseverare finché non ci si abitua - 12. Uno alla volta                                            |                                                                                       |                  |                        |
| 4 | 25 febbraio 2018 | ISBN 978-4-86675-993-7 (edizione regolare) ISBN 978-4-593-88140-6 (edizione limitata) | 15 luglio 2020   | ISBN 978-8-86169-719-5 |
| 4 | Capitoli - 13. Pensieri alla deriva - 14. Mangiare tutti insieme - 15. Tu ed io                                                                                         |                                                                                       |                  |                        |
| 5 | 13 dicembre 2018 | ISBN 978-4-86675-040-8                                                                | 2 settembre 2020 | ISBN 978-88-61-69726-3 |
| 5 | Capitoli - 16. Da quando ti ho incontrato - 16. Prima di incontrarti - 16.1 Prima parte - 16.2 Seconda parte - 16.3 Terza parte - 17. Insieme a te - S. Festa del gatto |                                                                                       |                  |                        |
| 6 | 12 dicembre 2019 | ISBN 978-4-86675-087-3                                                                | 11 novembre 2020 | ISBN 978-88-61-69731-7 |
| 6 | Capitoli - 18. Sentimenti collegati - S. Anno nuovo - S. Festa del gatto - S. Incontri ravvicinati... del terzo tipo? - 19. Un arrivo inaspettato                       |                                                                                       |                  |                        |
| 7 | 15 dicembre 2020 | ISBN 978-4-86675-132-0                                                                | 16 aprile 2021   | ISBN 978-88-61-69746-1 |
| 7 | Capitoli - 20. Piccoli invasori - 21. La mano che ci unisce - 21.1 Prima parte - 21.2 Seconda parte                                                                     |                                                                                       |                  |                        |
| 8 | 15 dicembre 2021 | ISBN 978-4-86675-182-5                                                                | 29 aprile 2022   | ISBN 978-88-61-69779-9 |
| 8 | Capitoli - 22. Il potere dei sentimenti - 22.1 Prima parte - 22.2 Seconda parte - 23. È arrivato! - 24. Vicino a te                                                     |                                                                                       |                  |                        |
| 9 | 15 dicembre 2022 | ISBN 978-4-86675-258-7                                                                | 20 luglio 2023   | ISBN 978-88-61-69819-2 |
| 9 | Capitoli - 25. Perché l'ho detto?! - 26. Passo dopo passo - 27. Speciale                                                                                                |                                                                                       |                  |                        |

### Anime
Dall'opera è stata tratta una serie animata, trasmessa dal 9 gennaio al 27 marzo 2019, per un totale di dodici episodi; i diritti per la trasmissione internazionale sono stati acquisiti da Crunchyroll.